# Pomona

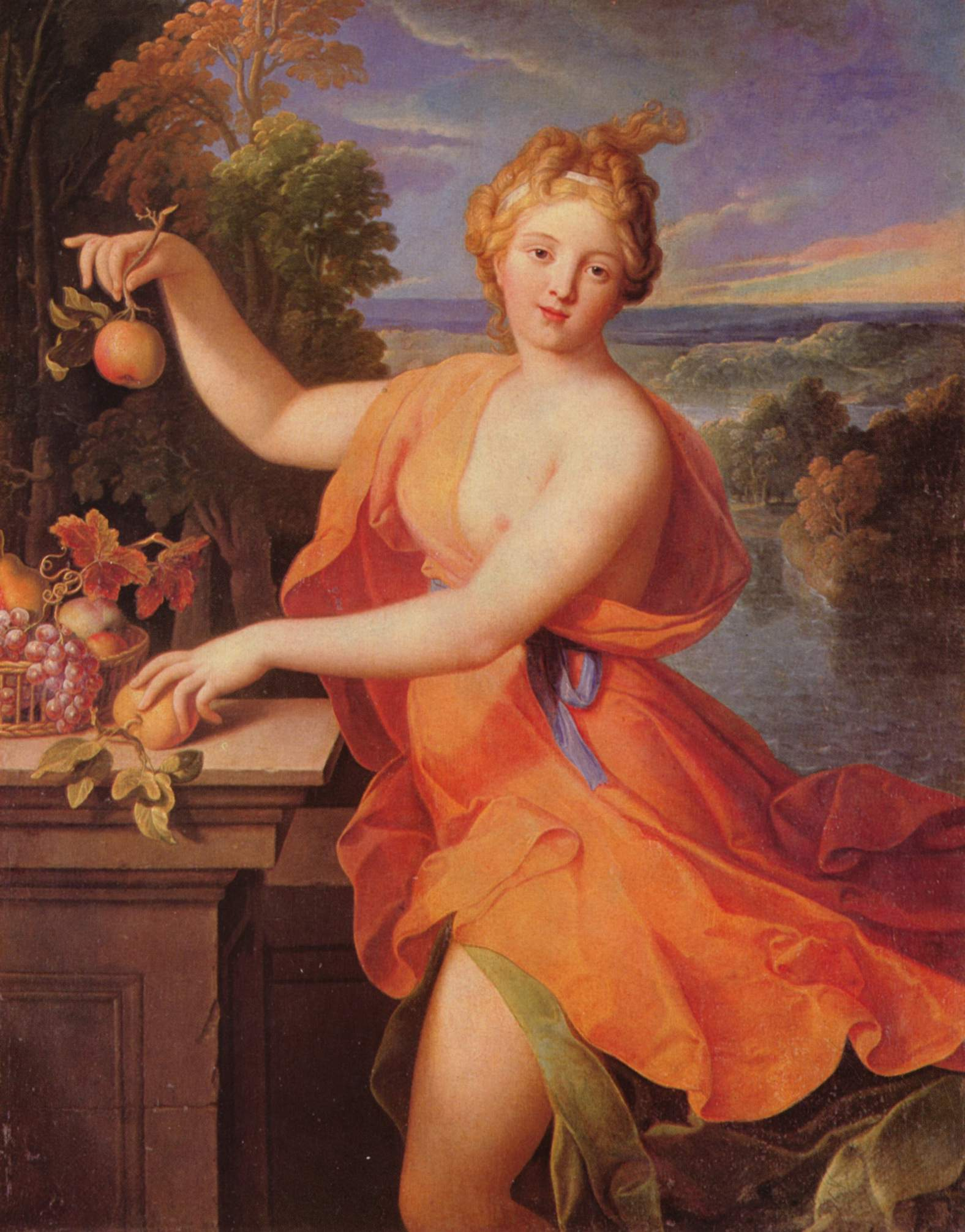
Pomona, Nicolas Fouché, okolo 1700

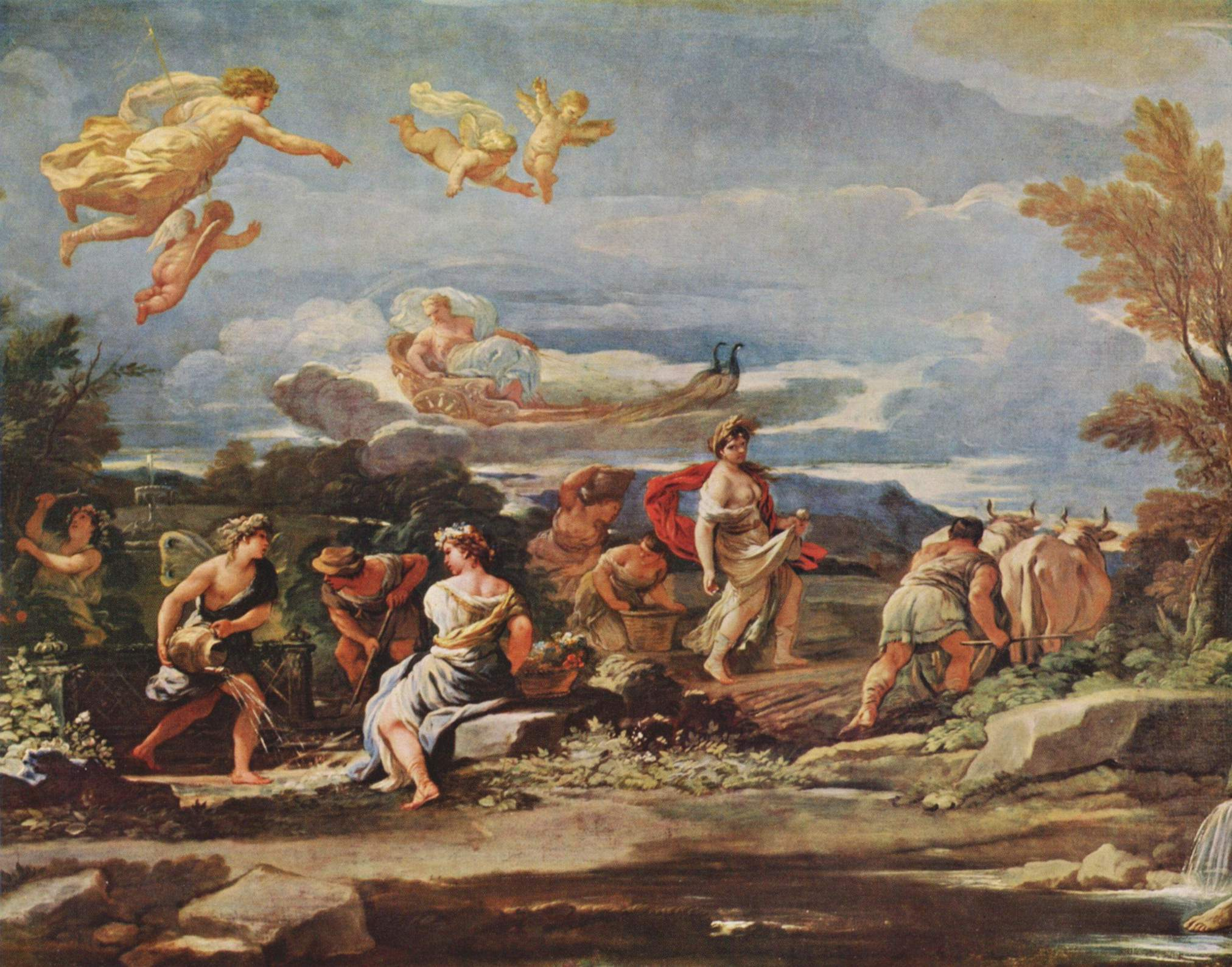
Vertumnus a Pomona, Luca Giordano (1682–1683), soukromá sbírka

Pomona, latinsky Pōmōna, je římská bohyně ovoce, ovocných stromů a ovocnářství, její jméno vychází z latinského pōmus „ovoce“. O jejím významu v raném římském kultu však svědčí že měla svého oficiálního kněze – flamena Pomonalis, v pramenech není žádná známka o jejím svátku, který měl pravděpodobně pohyblivé datum. Její svatyně či háj zvaný Pomonal ležel na Via Ostensis v zemědělské oblasti zvané Ager Solonius jižně od Říma. Jejím chrám stál také kampanském městě Salerno. Byla zobrazována či popisována s košem květin a ovoce, s ratolestí, zahradnickým nožem či rohem hojnosti v ruce a věncem z révy a hroznů.
V literatuře je Pomona známa hlavně z příběhu, který zpracoval Ovidius ve svých Proměnách z počátku 1. století, který se měl udát za vlády krále Proca. Pomona byla hamadryáda obzvláště obratná v sadařství. Se svou zálibou se uzavřela v sadu a odmítla milostné návrhy mužů, například satyrů, faunů, Pica a Priapa. Nakonec se o ní pokusil bůh Vertumnus, který musel několikrát změnit svou podobu a nakonec se proměnil ve stařenu. V této podobě jí vyprávěl příběh o Anaxiretině odmítnutí lásky Ífisovi, který končil smrtí obou, a chválil Vertumna. Pomona si tak nakonec vzala boha za muže.

## Umění
- Robert Cambert, opera Pomone, 1671
- Luca Giordano, olejomalba Vertumnus a Pomona, 1682-1683
- Nicolas Fouché, olejomalba Pomona, cca 1700
- Anthonis van Dyck , olejomalba Vertumnus a Pomona, cca 1625
- Karl Bitter, socha Pomony na Pulitzerově fontáně, 1916
- Pomona Prýtová, profesorka bylinkářství v knižní sérii J. K. Rowling Harry Potter